# Obwalden
Obwalden är en kanton i centrala Schweiz. Den bröts ut ur Unterwalden.

## Geografi
Obwalden gränsar i väster och norr till Luzern samt i söder till Bern. Exklaven Engelberg har gränser mot Bern, Nidwalden och Uri. Obwalden innehåller Schweiz geografiska mittpunkt och har landets lägsta kantonsskatt, en platt skatt på 1,8 procent. Reformen genomfördes 2007 genom en folkomröstning, där över 90 procent röstade för förslaget. Obwalden genomförde den sista civila avrättningen i landet 1940, av bankrånaren och mördaren Hans Vollenweider i Sarnen.

### Indelning
Obwalden är indelat i sju kommuner:
- Alpnach
- Engelberg
- Giswil
- Kerns
- Lungern
- Sachseln
- Sarnen

## Politik
Kvinnlig rösträtt infördes 1972. Landsgemeinde avskaffades 1988. 

### Direktdemokrati
1. Obligatoriska folkomröstningar äger rum vid författningsändringar, samt när kantonsparlamentetet inte har stött ett folkinitiativ rörande lagstiftning eller finansbeslut.
2. Lagändringar, beslut om enstaka utgifter över en miljon schweizerfranc och årligen återkommande utgifter om 200 000 franc underställs folkomröstning om 100 medborgare eller en tredjedel av kantonsparlamentet kräver det.
3. Folkinitiativ till författningsändringar, lagändringar och finansbeslut kan framläggas av 500 medborgare.

### Kantonsparlamentet
Kantonsparlamentet kallas Kantonsrat (kantonsrådet). Det omfattar 55 personer och väljs på fyra år genom proportionella val. Varje kommun måste vara representerad av minst fyra ledamöter. Vid valen 2014 fick Schweiz kristdemokratiska folkparti 19 platser, Schweiziska folkpartiet 13 platser, FDP. Liberalerna tio platser, Obwaldens kristligt sociala parti sju platser och Schweiz socialdemokratiska parti sex.

### Kantonsregeringen
Kantonsregeringen kallas Regierungsrat (regeringsrådet) och består av fem ledamöter. Det väljs direkt av folket för fyra år i majoritetsval. Ordföranden har titeln Landammann, vice ordföranden Landesstatthalter; båda väljs för ett år i sänder av kantonsparlamentet bland regeringsrådets ledamöter. Regeringsrådet valdes 2014 och består två representanter för Schweiz kristdemokratiska folkparti, två för FDP. Liberalerna och en för Obwaldens kristligt sociala parti.

## Sevärdheter
- Pilatusbahn, Alpnachstad - världens brantaste järnväg